# Euphyia inclarata
Euphyia inclarata là một loài bướm đêm trong họ Geometridae.